# Juntos Podemos Más
Juntos Podemos Más är en allians av vänsterpartier i Chile som bildades inför presidentvalet 2005. Förutom tvärpolitiska grupperingar på vänsterkanten och diverse NGO:s, består blocket av Partido Comunista de Chile och Partido Humanista de Chile.